# ويلهلم جاس
ويلهلم جاس (بالألمانية: Wilhelm Gaß)‏ هو عالم عقيدة وأستاذ جامعي ألماني، ولد في 28 نوفمبر 1813 في فروتسواف في بولندا، وتوفي في 21 فبراير 1889 في هايدلبرغ في ألمانيا.